# Upp och fröjda dig, Guds eget folk
Upp och fröjda dig, Guds eget folk är en psalm med text skriven 1904 av Eric Bergquist och musik av engelskt ursprung.

## Publicerad i
- Segertoner 1988 som nr 461 under rubriken "Ur kyrkoåret - Jesu uppståndelse - påsken".[1]